# 階級歧視
階級歧視（英語：Class discrimination）也称为階級主义（Classism）是指建基於社會階級的偏見和歧視。一切以犧牲下層階級的利益，來滿足上層階級的行為、態度、政治體系皆可歸入階級歧視當中。

## 歷史
前農業社會的階級結構相對簡單，但到了出現餘糧的農業文明，則變得更為複雜。自18世紀開始，階級歧視便已成為人們日常的一部分。
當代的階級歧視较难识别，因為階級結構已不再像以前般那麼僵化。心理學家托马斯·富勒-罗威尔（Thomas Fuller-Rowell）表示：阶级歧视的经历往往是較為含蓄不明顯的，很多受害者並不了解受到差別對待的真正原因」。

## 跟其他制度的關係
在美國，已有廣泛研究顯示學業環境當中出現了社經、種族、性別不平等的情況，不過這些因素會如何影響學童在學業或非學業上的表現則尚未明瞭。

## 結構性歧視和個人歧視
階級歧視除了涵蓋某人對於下層階級的歧視之外，還可以指一切擁有此一目的的結構性歧視，這類似於种族主义一詞的字意。結構性階級歧視指的是「在……社会的各种制度當中，有意或无意地表露出階級歧視的一切表現」。
人与人之间的社会地位差异就像社會階級般，一樣會影響他們如何對待或看待彼此。地位较高的人較少與較低者混在一起，且他們往往較能夠透過影響法律和社會標準，來控制他人的活動。
個人歧視的同義詞有人際歧視、態度歧視、態度性歧視。美国杂志媒体协会（Association of Magazine Media）則把階級歧視定義為「任何按照收入、职业、教育和/或经济狀況，來把人放在下位的态度或制度」。
部分研究會把階級歧視分作個人歧視、結構歧視、文化歧視三類。

## 媒體上的階級歧視
階級歧視可在電視節目、電影、社交媒體上表露出來。它是一種系統性現象，而且人們經常忽略媒體對於階級歧視的影響。媒体反映了人們對階級歧視的所知所想。而大眾有機會受到當中的階級歧視理念影響，认为现实也是如此。儿童可以能從电影上接触到阶级歧视的觀念，繼而受到影響。在塑造人們对於某些群体的看法這件事上，媒体的角色舉足輕重。民眾可以透過媒體接觸有關其他社會階級的資訊，或籍其影響其他人看待某個社會階級的方式。

## 延伸閲讀
- Bowker, Geoffrey C., and Susan Leigh Star. Sorting Things Out: Classification and Its Consequences. MIT Press, 1999.
- Capuano, Angelo.  (PDF).   [2020-08-16]. （原始内容存档 (PDF)于2019-02-18）. (2016) 39(1) University of New South Wales Law Journal 84.
- A People's History of the United States by Howard Zinn
- Hill, Marcia, and Esther Rothblum. Classism and Feminist Therapy: Counting Costs. New York: Haworth Press, 1996.
- hooks, bell. Where we stand: class matters. New York & London: Routledge, 2000.
- Gans, Herbert. The War Against the Poor, 1996.
- Homan, Jacqueline S. Classism For Dimwits. Pennsylvania: Elf Books, 2007/2009.
- Packard, Vance. Status Seekers, 1959.
- Beegle, Donna M. See Poverty - Be the Difference, 2009.
- Leondar-Wright, Betsy.  Class Matters: Cross-Class Alliance Building for Middle-Class Activists: New Society Publishers, 2005.